# Michel Etcheverry (chanteur)
Pour les articles homonymes, voir Michel Etcheverry et Etcheverry.
Michel Etcheverry est un chanteur français né le 1er avril 1948 à Hélette (Pyrénées-Atlantiques - France).

## Biographie
D'abord joueur professionnel de pelote basque, il obtient quatre titres de champion de France et il est deux fois vice-champion du monde. C'est un manniste (joueur de pelote basque à main-nue). 
Puis il devient chanteur professionnel à plein temps en 1986. Il interprète des chansons traditionnelles basques mais aussi des chansons de rugby à XV. Il sort son 25e album sur le label VMusic Production  en 2014; en 2009 et en 2012, il chante à l'Olympia, dans « Michel Etcheverry chante Luis Mariano et le Pays basque »,.